# Attale (officier macédonien)
Pour les articles homonymes, voir Attale.
Attale (en grec ancien : Ἄτταλος) est un officier macédonien d'Alexandre III le Grand.

## Biographie
Il commande l'infanterie légère d'élite des Agrianes à la bataille d'Issos en novembre 333 av. J.-C. À Gaugamèles en octobre 331 av. J.-C., il est positionné à l'aile droite au côté de la garde royale de Cleitos. Il participe ensuite en juillet 330 av. J.-C. avec ses Agrianes à la poursuite de Bessos, le satrape révolté qui avait arrêté puis exécuté Darius III, en compagnie des Hypaspistes de Nicanor. Il disparait ensuite de nos sources, mais aucun remplacement par un autre officier n'est signalé pour autant.